# هانس مولر
هانس مولر (بالألمانية: Hans-Rainer Müller)  (و. 1945 –  م) هو ممثل، وممثل صوت، من ألمانيا، ولد في تسويكاو.

## وصلات خارجية
- هانس مولر على موقع IMDb (الإنجليزية)
- هانس مولر على موقع ميوزك برينز (الإنجليزية)
- هانس مولر على موقع كينوبويسك (الروسية)